# Predator 2
Predator 2 (Depredador 2 en la versió en castellà) és una pel·lícula estatunidenca de acció i ciència-ficció de 1990, dirigida per Stephen Hopkins i protagonitzada per Danny Glover i Gary Busey en els papers principals. És la continuació de la pel·lícula de 1987; Predator.

## Argument
El 1997, la ciutat de Los Angeles està sofrint una de les pitjors ones de calor en la seva història i per empitjorar la situació una guerra territorial entre els fortament armats càrtels de droga de Jamaica i Colòmbia ha dominat els carrers. El Predator mira els tirotejos entre els policies i els sud-americans, observant com el tinent Michael Harrigan (Danny Glover) s'encarrega, enmig de la balacera i d'una manera molt eficaç, de rescatar a dos oficials ferits i de pressionar als bergants fins a portar-los de tornada cap al seu amagatall. Mentre als homes del tinent se'ls ordena que esperin al fet que un grup de federals arribi a l'escena, el Predator es llança a través d'una lluerna i ataca als narcotraficants dins del seu mateix amagatall. Harrigan i els seus detectius de la policia, Leona Cantrell (María Conchita Alonso) i Danny Archuleta (Rubén Blades), entren en contra de les ordres i troben que els llatins han estat assassinats d'una manera horrenda. Harrigan persegueix al líder supervivent de la banda fins al sostre de l'edifici i, després de disparar-li i fer-ho caure al buit, albira la silueta del Predator camuflat, però ho confon amb una al·lucinació per la calor. Una vegada conclòs el combat, Harrigan és reprendido pels seus superiors per la seva desobediència. Després d'això es presenten davant ell l'agent especial Peter Keyes (Gary Busey), líder del grup de federals que suposadament està investigant el cas de la guerra dels càrtels, i el detectiu Jerry Lambert (Bill Paxton), el nou membre de l'equip d'Harrigan.
Més tard, a la nit, el Predator mata a diversos membres de la banda de Jamaica, als moments en què aquests estan assassinant per mitjà d'un ritual sanguinari, a un dels capos de la droga colombià en el seu propi departament. Malgrat rebre l'ordre d'esperar a Keyes, el tinent Harrigan i el seu equip entren a l'àtic on es troben amb els cadàvers dels jamaicans suspesos de bigues, escorxats i mutilats, i manifesten la seva sorpresa davant la similitud respecte a la massacre anterior del grup de colombians. Keyes deté a l'equip del tinent, però Archuleta, més tard, torna per seguir investigant. Est troba una de les armes del Predator, una punta de llança clavada en un conducte d'aire condicionat, però després de recuperar-la, és assassinat per l'extraterrestre. Harrigan promet trobar a qui va matar el seu amic i company Danny, creient encara que està bregant amb el cas d'un simple assassí. La científica forense Dra. Irene Edwards (Lilyan Chauvin) li fa notar que la punta de llança recuperada per Archuleta no correspon a cap element conegut en la taula periòdica. Buscant respostes alternatives, Harrigan aconsegueix concertar una reunió privada amb el Senyor de les Drogues Jamaicà, King Willie (Calvin Lockhart), practicant del vudú. El tinent afirma que és important per a tots dos detenir a l'assassí, ja que aquest està acabant ràpidament amb els homes dels dos grups. Davant això, Willie li diu que l'assassí no és algú d'aquest món sinó un ser sobrenatural i que haurà de preparar-se per a la batalla contra allò. Després, el policia és escortat lluny per membres de la colla, moment durant el qual el Predator mata al líder jamaicà, portant-se el seu cap com a trofeu.
Harrigan i el seu equip senten sobre la mort de Willie, mentre la Dra. Edwards afirma haver trobat en un computador un arxiu oblidat per l'equip de Keyes sobre l'anàlisi d'una taca de sang obtinguda del lloc on va ocórrer l'última massacre. La sang no és humana i ve d'animals morts en un escorxador proper, lloc on el detectiu Lambert va perdre la pista de Keyes en estar vigilant-ho per ordres de Harrigan. El tinent demanen al seu equip que es reuneixin en el lloc dels fets per investigar, per la qual cosa Cantrell i Lambert prenen el metre per trobar-se amb el seu superior.
Durant el viatge, en un dels vagons, Cantrell i Lambert intervinienen en un intent de robatori que es torna cada vegada més violent. Llavors es talla l'electricitat i el Predator ataca. Cantrell posa amb molta dificultat als passatgers fora de perill, mentre que el Predator comença a massacrar a tots els que porten amb si armes de foc. Lambert es queda enrere per donar temps a Leona d'evacuar als passatgers i s'enfronta heroicament a l'extraterrestre en els vagons posteriors, a les fosques, sent assassinat per est. Després el monstre troba i és a punt de matar a Cantrell, però l'allibera quan la seva visió tèrmica li revela que està embarassada.
Minuts més tard, en arribar a l'escena descobrint el cos decapitat de Lambert i a Leona sent traslladada d'urgència a l'hospital. Harrigan persegueix a l'alien i decideix interceptar-ho en l'escorxador, però és detingut una vegada més per Keyes, qui per fi li revela que l'assassí és en realitat un extraterrestre que caça amb visió d'infrarojos i que utilitza un avançat i efectiu camuflatge permanent; a més, li informa sobre l'interès del Predator a caçar éssers humans com un esport, sobretot en llocs on hi ha conflictes bèl·lics i persones amb armes, a més de dir-li sobre els esdeveniments anteriors a Amèrica Central de fa deu anys, on un altre d'aquests alienígenes, en ser derrotat, es va autodestruir utilitzant una potentíssima bomba que va arrasar una extensa àrea de selva a la seva al voltant.
Keyes i el seu equip han tendit un parany a l'alienígena amb l'objectiu de capturar-ho viu per estudiar-ho i entendre millor el seu armament avançat. El parany és armat dins d'un frigorífic de carn proper a l'escorxador, lloc on el Predator sol aparèixer per alimentar-se dels caps de bestiar cada dos dies. El grup planeja explotar la seva visió tèrmica i el seu pobre termoregulació com a punts febles, usant vestits d'aïllament tèrmic que els faran invisibles a la vista del Predator i armes de nitrogen amb les quals planegen afeblir-ho. No obstant això, el Predator és capaç d'advertir el parany i després de recalibrar el visor de la seva màscara, aconsegueix veure els feixos de llum de les llanternes que usen Keyes i els seus homes, podent així tendir-los una emboscada i assassinar l'equip. Harrigan aconsegueix esquivar als homes de Keyes que ho tenen temporalment captiu observant l'operació a través de càmeres ocultes dins del frigorífic. El tinent s'arma fortament per intentar impedir la massacre, però no arriba a temps, per la qual cosa es veu forçat a enfrontés cara a cara amb el Predator, a qui deixa temporalment fora de combat després de buidar-li a frec de roba una escopeta i diverses armes d'alt poder, situació que li permet llevar-li la màscara i observar el seu horrible rostre. Encara amb vida, el Predator es recompon i ataca al policia, qui queda a la seva mercè fins que l'últim supervivent de l'equip, el propi Keyes, intervé per protegir-ho; però el federal és assassinat per la criatura amb un afiladísimo disc de llançament mentre feia un últim intent per congelar-ho. Després de partir-ho en dos amb el disc, Harrigan escapa pel terrat de l'edifici, perseguit pel Predator.
La criatura ho ataca amb la seva llança, però Harrigan l'esquiva. Aquest s'aprofita de l'estat de debilitat del Predator i ho envesteix empenyent-ho cap al buit ajudant-se amb la mateixa llança que aconsegueix recuperar i amb la qual anés atacat. En empènyer-ho, tots dos acaben penjant de l'edifici. L'alienígena penja amb el seu enorme pes d'un dels braços del tinent i, en veure's acorralat, intenta activar el dispositiu d'autodestrucció equipat en el seu avantbraç. Però Harrigan s'apodera del disc de llançament i llesca la bomba tallant també l'avantbraç del seu enemic. El Predator cau al buit per acabar travessant una de les finestres de l'edifici a l'altre costat del carreró, arribant fins al bany d'un dels departaments. Allí utilitza el seu equip mèdic per cauterizar el seu braç amputat i els trets rebuts; després fuig a través de l'edifici. Harrigan ho segueix per una entrada secreta que el Predator havia fet sota l'ascensor. Aquí el tinent troba una nau espacial oculta a l'interior d'una gran cambra subterrània. Dins de la nau, els dos s'enfronten en un duel final: una batalla directa i sense armes de foc. Harrigan, finalment, i després d'un esforç titànic, mata al Predator, apuñalandole l'estómac amb el disc de llançament.
Tan bon punt l'extraterrestre caigués mort, es fan visibles altres Predators que observaven la baralla camuflats. Aquests recullen el cadàver del seu company, però en contra del que el detectiu pogués pensar, cap intenta agredir-lo. Una de les criatures, aparentment de major rang, li lliura a Harrigan, a manera de reconeixement pels seus assoliments en combat, una antiga pistola de procedència humana amb una etiqueta en la qual es pot llegir "Raphael Adolini, 1715". Just abans de l'enlairament de la nau, Harrigan aconsegueix escapar a punt de morir cremat pels propulsors de la mateixa. El tinent aconsegueix la superfície, al mateix temps en què la resta de l'equip de Keyes arriba a lloc dels esdeveniments, enfuriats al no haver estat capaços de capturar a l'alienígena. Però Harrigan ara sap que les criatures han visitat la Terra des de fa moltíssim temps, per la qual cosa sospita que aviat tornaran.

## Repartiment
- Danny Glover com Mike Harrigan
- Gary Busey com Peter Keyes
- Ruben Blades com Danny Archuleta
- María Conchita Alonso com a Leona Cantrell
- Bill Paxton com Jerry Lambert
- Kevin Peter Hall com a Predator
- Robert Davi com Phil Heinemann
- Adam Baldwin com Garber
- Kent McCord com el Capità B. Pilgrim
- Morton Downey, Jr. com Tony Pope
- Calvin Lockhart com King Willie
- Steve Kahan com el Sergent
- Elpidia Carrillo com Anna (cameo)
- Corey Rand com Ramón Vega
- Henry Kingi com El Scorpio
- Lilyan Chauvin com Irene Edwards

## Producció
A causa de les seves altes exigències salarials, Arnold Schwarzenegger va quedar fora d'aquesta seqüela.
Per a la pel·lícula el Predator principal va ser dissenyat per tenir un "look" més urbà, amb adorns tribals, pell més brillant i més ullals. El dissenyador de la criatura, Stan Winston, va dir que el concepte era el mateix que per a l'anterior pel·lícula però que diferents individus de la mateixa raça podien tenir diferent color de pell, estructura facial, etcètera.

## Recepció
Predator 2 va ser el número u en taquilla en el cap de setmana d'Acció de Gràcies de 1990, moment en el qual es va estrenar als Estats Units, recaptant dotze milions de dòlars en aquest país. En total va recaptar als Estats Units $30.669.413 i en la resta del món $57.120.318.

## Premis i nominacions

### Australian Cinematographers Society
| Any  | Nominat        | Premi | Categoria                   | Resultat  |
| ---- | -------------- | ----- | --------------------------- | --------- |
| 1991 | Peter Levy ACS | Milli | Cinematographer of the Year | Guanyador |